# Лае (місто)
Лае (англ. Lae) — місто в Папуа Новій Гвінеї. Адміністративний центр провінції Моробе.

## Історія
Лае було засноване в 20-і роки XX століття в районі золотодобування, на місці німецької місіонерської станції Lehe. Назва селища було змінено на Лае. В 1935 році населення Лае складалося з трохи більше ніж сотні австралійців, які працювали переважно в авіації та обслуговуванні золотих копалень в Кокода.
2 липня 1937 року з Лае в свій останній політ вирушила видатна американська льотчиця Амелія Ерхарт.
Під час Другої світової війни, з 1941 по 1943, у Лае базувалися японські частини. В цей же період, у результаті нальотів союзної авіації, місто було зруйноване. Відновлювалося Лае поступово, навколо старого, який більше не використовувався. аеропорту. Злітно-посадкова смуга аеродрому збереглася до нашого часу.

## Географія
Місто Лае з його 72 967 жителями (на січень 2009) є другим за величиною містом Папуа Нової Гвінеї. Він лежить на північному узбережжі Нової Гвінеї, що омивається Тихим океаном Новій Гвінеї, у бухті Хуон. Поруч з містом розташований міжнародний аеропорт Надзаб. Основою місцевої економіки є збір врожаю на оточуючих Лае кавових та чайних плантаціях, і його переробка.
У Лае знаходиться знаменитий Ботанічний сад, що займає більше 100 гектарів, у якому зібрані представники всіх видів флори Нової Гвінеї.
В 1991 в Лае та в Порт-Морсбі проходили змагання Південно-Тихоокеанських ігор.

### Клімат
| Клімат Лае              | Клімат Лае | Клімат Лае | Клімат Лае | Клімат Лае | Клімат Лае | Клімат Лае | Клімат Лае | Клімат Лае | Клімат Лае | Клімат Лае | Клімат Лае | Клімат Лае | Клімат Лае |
| Показник                | Січ.       | Лют.       | Бер.       | Квіт.      | Трав.      | Черв.      | Лип.       | Серп.      | Вер.       | Жовт.      | Лист.      | Груд.      | Рік        |
| Абсолютний максимум, °C | 38         | 37         | 38         | 33         | 33         | 35         | 34         | 32         | 32         | 35         | 34         | 35         | 38         |
| Середній максимум, °C   | 31         | 31         | 30         | 30         | 29         | 28         | 27         | 27         | 28         | 29         | 30         | 30         | 29         |
| Середня температура, °C | 27         | 27         | 27         | 26         | 26         | 25         | 25         | 25         | 25         | 26         | 26         | 27         | 26         |
| Середній мінімум, °C    | 23         | 23         | 23         | 23         | 22         | 22         | 22         | 22         | 22         | 22         | 23         | 23         | 22         |
| Абсолютний мінімум, °C  | 20         | 21         | 21         | 21         | 19         | 19         | 19         | 19         | 18         | 18         | 21         | 20         | 18         |
| Норма опадів, мм        | 280        | 230        | 320        | 400        | 410        | 420        | 520        | 520        | 430        | 400        | 320        | 330        | 4630       |
| ----------------------- | ---------- | ---------- | ---------- | ---------- | ---------- | ---------- | ---------- | ---------- | ---------- | ---------- | ---------- | ---------- | ---------- |
| Джерело: Weatherbase    |            |            |            |            |            |            |            |            |            |            |            |            |            |

## Міста-партнери
- Кернс, Австралія